# Dan Irimiciuc
Dan Constantin Irimiciuc (ur. 9 maja 1949 w Jassach) – rumuński szablista, brązowy medalista olimpijski i dwukrotny medalista mistrzostw świata.
Na igrzyskach olimpijskich w Monachium w 1972 roku był czwarty drużynowo, a w zawodach indywidualnych odpadł w półfinałach. Na rozgrywanych cztery lata później igrzyskach olimpijskich w Montrealu reprezentacja Rumunii w składzie: Dan Irimiciuc, Ioan Pop, Marin Mustață, Cornel Marin, Alexandru Nilca zdobyła brązowy medal w zawodach drużynowych. Indywidualnie był dziewiąty.
Podczas mistrzostw świata w Grenoble w 1974 wraz z Ioanem Popem, Cornelem Marinem i Alexandru Nilcą zdobył srebrny medal w zawodach drużynowych. Rumuni zostali jednak zdyskwalifikowani za stosowanie dopingu. W tej samej konkurencji zdobył też kolejny srebrny medal na mistrzostwach świata w Buenos Aires (1977) i brązowy na mistrzostwach świata w Budapeszcie (1975).
Indywidualnie został mistrzem Rumunii w 1970 i 1971.